# Vivian Qu
★
Vivian Qu (xinès simplificat: 文晏) (Pequín ?) Guionista, productora i directora de cinema xinesa. Una de les poques productores de cinema independents a la Xina.

## Biografia
Vivian Qu va néixer a Pequín (Xina). Formada en pintura, dibuix i arts gràfiques, es va traslladar a Nova York a la dècada de 1990. Allà es va formar de forma autodidacta en cinema assistint regularment, entre altres coses, a projeccions de pel·lícules al Lincoln Center i al MoMA.

#### Carrera cinematogràfica

##### Productora
Tornant a Pequín el 2003, el director Diao Yinan (刁亦男) que no havia trobat productor ni finançament per a la seva segona pel·lícula, "Night Train" (夜车), tot i que amb la primera havia obtingut el premi "Dragons and Tigers" al Festival Internacional de Cinema de Vancouver, li va demanar si volia produir la pel·lícula. Vivian amb la seva parella Sean Chen, va crear una productora i van produir la pel·lícula que es va estrenar el maig de 2007, al Festival Internacional de Cinema de Canes, a la secció Un certain regard.
També ha produït "Knitting" (牛郎织女) de Yin Lichuan, "Longing for the Rain" (春梦), la primera pel·lícula de ficció de Yang Lina i una altra de Diao Yinan, "Black Coal, Thin Ice" (白日焰火), premiada amb l'Os de Plata a la millor pel·lícula al 64è Festival Internacional de Cinema de Berlín

##### Directora
La seva primera pel·lícula, "Trap Street" (水印街), es va estrenar a la secció Setmana de la Crítica del Festival de Cinema de Venècia (28a Setmana de la Crítica) de la 70a Mostra Internacional de Cinema de Venècia. Després va seguir amb la presència als principals festivals internacionals de cinema on va obtenir bones crítiques i premis, entre ells una Menció Especial al festival de Vancouver i el Gran Premi del Jurat al festival de cinema independent del Boston Film Festival.
Trap Street que té una copia subtitulada al català, explica la història de Li Qiuming, un jove aprenent a una empresa de cartografia digital. La seva feina consisteix a inspeccionar els carrers d'una ciutat que canvia constantment i mantenir el sistema cartogràfic actualitzat. Per arribar a final de mes, instal·la càmeres de vídeo en llocs públics, però amaga el seu treball secundari al seu pare estricte, que és l'editor en cap d'una revista governamental. Un dia, mentre realitza una enquesta, té una breu trobada amb una bella jove que marxa per un atzucac apartat. Aleshores, descobreix que les dades que va recollir del carreró no es registren en el sistema cartogràfic, sinó que han desaparegut com si mai no haguessin existit. Desesperat per tornar a trobar aquesta noia misteriosa, investiga el succés només per descobrir una cosa que canviarà la seva vida totalment.
La seva segona pel·lícula, "Angels Wear White "(嘉年华), es va estrenar l'any 2017 en diversos festivals, entre ells el 74a Mostra Internacional de Cinema de Venècia, Festival Golden Horse de Taiwan on va guanyar el premi al millor director (2017), i el Montgolfière de Plata al Festival dels Tres Continents de Nantes. També va ser premiada amb el "Silver Peacock", al Festival Internacional de Cinema de l'Índia del 2017 (l'IFFI de Goa).

## Filmografia
| Any  | Títol anglès         | Títol xinès | Directora | Productora |
| ---- | -------------------- | ----------- | --------- | ---------- |
| 2007 | Night Train          | 夜车        |           | ★          |
| 2008 | Knitting             | 牛郎织女    |           | ★          |
| 2013 | Longing for the Rain | 春梦        |           | ★          |
| 2013 | Trap Street          | 水印街      | ★         |            |
| 2014 | Black Coal, Thin Ice | 白日焰火    |           | ★          |
| 2017 | Angels Wear White    | 嘉年华      | ★         |            |